# 有限生成加群
数学において、有限生成加群（ゆうげんせいせいかぐん、英: finitely generated module）とは、有限な生成集合をもつ加群のことである。有限生成 R-加群はまた有限 R-加群 (finite R-module, module of finite type) や R 上有限 (finite over R) とも呼ばれる。
関連した概念に、有限余生成加群 (finitely cogenerated module)、有限表示加群 (finitely presented module)、有限関係加群 (finitely related module)、連接加群 (coherent module) があり、これらはすべてあとで定義される。ネーター環上では、有限生成、有限表示、連接加群の概念は一致する。
たとえば体上の有限生成加群とは単に有限次元ベクトル空間であり、有理整数環上の有限生成加群とは単に有限生成アーベル群である。

## 定義
左 R-加群 M が有限生成とは、M の元 a1, a2, ..., an が存在して、すべての M の元 x に対して、R の元 r1, r2, ..., rn が存在して、x = r1a1 + r2a2 + ... + rnan となることである。
この場合、集合 {a1, a2, ..., an} は M の生成集合と呼ばれる。有限個の生成元は基底である必要はない、なぜならそれらは R 上一次独立である必要はないからだ。より圏論的な特徴づけとしては次がある。M は有限生成であるのは、ある自然数 n に対して全射 R-線型写像
{\displaystyle R^{n}\to M}
が存在する（つまり M は有限ランクの自由加群の剰余加群である）とき、かつそのときに限る。
加群 M の部分集合 S が有限生成部分加群 N を生成すれば、N の有限個の生成元は S からとってくることができる（なぜなら S の高々有限個の元しか有限個の生成元を表現するのに必要ないからである）。
任意の加群は有限生成部分加群の増大列の和集合である。
加群 M が体 R 上のベクトル空間であり生成集合が一次独立な場合には、n は well-defined で M の次元と呼ばれる（ここに言うwell-defined とは、ベクトル空間の全体を定義域とし非負整数を値域にとる次元についての写像dimを構成する際に0でないベクトル空間Vに対応する非負整数をdim(M)=n:=#{“ある”一次独立なMの生成集合}として定めている（M={0}の場合はdim(M)=0とする）訳であるが、この一次独立なMの生成集合自体が一通りとは限らず、dim(M)に与えた定義からは対応する非負整数が一意的に定まるか否かは自明な主張ではない（当然次元というものを多価関数としては想定しておらず定義の段階では矛盾孕んでいる可能性を排除し切れていない）ものの、実際に任意にとれる{“ある”一次独立なMの生成集合}の濃度はそれぞれ等しく、引数Mに対しての戻り値nが一意的に定まることから、dimが写像として矛盾なく定義されることがちゃんと確認されるという意味である。なお、このことはベクトル空間の次元定理によって明確に保証される）。

## 例
- 1つの元で生成される加群。（巡回加群と呼ばれる。）
- R を整域とし K をその分数体とする。このとき K のすべての有限生成 R-部分加群 I は分数イデアルである。つまり、R の0でない元 r が存在して、rI は R に含まれる。実際、r として I の生成元の分母の積をとることができる。R がネーター的ならば、すべての分数イデアルはこのように生じる。
- 有理整数環 Z 上の有限生成加群は有限生成アーベル群と一致する。これらはPID上の有限生成加群の構造定理によってPIDとして Z をとることで完全に分類される
- 可除環上の有限生成（左としよう）加群はちょうど（可除環上の）有限次元ベクトル空間である。

## いくつかの事実
有限生成加群の準同型像はすべて有限生成である。有限生成加群の部分加群は一般には有限生成でない。例えば、可算個の変数をもつ多項式環 R = Z[X1, X2, ...] を考えよう。R 自身は有限生成 R-加群である（{1} が生成集合）。定数項が 0 の多項式すべてからなる部分加群 K を考えよ。すべての多項式は係数が0でないような有限個の項のみからなるから、R-加群 K は有限生成でない。
一般に、加群は、すべての部分加群が有限生成であるときにネーター加群と呼ばれる。ネーター環上の有限生成加群はネーター加群である（実はこの性質がネーター環を特徴づける）。ネーター環上の加群が有限生成であるのはそれがネーター加群であるとき、かつそのときに限る。これはヒルベルトの基底定理と似ているが、同じではない。これはネーター環 R 上の多項式環 R[X] はネーター環であるというものである。いずれの事実によってもネーター環上の有限生成代数はまたネーター環である。
より一般に、代数（例えば環）は有限生成加群であれば有限生成代数である。逆に、有限生成代数が（係数環上）整であれば、有限生成加群である。（詳細は整拡大参照。）
0 → M' → M → M'' → 0 を加群の完全列とする。このとき M', M'' が有限生成であれば M は有限生成である。この部分的な逆が成り立つ。M が有限生成で M'' が有限表示（これは有限生成よりも強い、下記参照）であれば、M' は有限生成である。また、M がネーター的（あるいはアルティン的）であることと M', M'' がネーター的（あるいはアルティン的）であることは同値である。
B を環とし A をその部分環で B は忠実平坦右 A-加群とする。このとき左 A-加群 F が有限生成（あるいは有限表示）であることと B-加群 {\displaystyle B\otimes _{A}F} が有限生成（あるいは有限表示）であることは同値である。

## 可換環上の有限生成加群
可換環 R 上の有限生成加群に対して、中山の補題は基本的である。ときどき補題によって有限生成加群に対して有限次元ベクトル空間的な減少を証明することができる。例えば、f : M → M が有限生成加群 M の全射 R-自己準同型であれば、f は単射でもありしたがって M の自己同型である。このことは M はホップ加群であると言っている。同様に、アルティン加群 M は余ホップである。つまり、任意の単射自己準同型 f は全射自己準同型でもある。
任意の R-加群は有限生成 R-部分加群の帰納極限である。これは仮定を有限的ケースに弱めるために有用である（例えば、Tor関手を用いた平坦性の特徴づけ）。
有限生成性と整な元の間の関係の例は可換代数で見つかる。可換代数 A が R 上有限生成環 (finitely generated ring) であるとは、A の元の集合 G = {x1, ..., xn} が存在して G と R を含む A の最小の部分環 は A 自身であるということである。環の積を元を結合するのに使ってもよいので、単に G の元の R-線型結合以上のものが生成される。例えば、多項式環 R[x] は環として {1,x} で有限生成されるが、加群としてではない。A が R 上の（単位元をもつ）可換代数であれば、次の2つのステートメントは同値である。
- A は有限生成 R 加群である。
- A は R 上有限生成環かつ R の整拡大である。

## 生成ランク
M を整域 A 上の有限生成加群とし A の分数体を K とする。このとき次元 {\displaystyle \operatorname {dim} _{K}(M\otimes _{A}K)} は M の A 上の生成ランク (generic rank) と呼ばれる。この数は極大 A-線型独立な M のベクトルの数や、M の極大自由部分加群のランクに等しい。(cf. アーベル群のランク。）{\displaystyle (M/F)_{(0)}=M_{(0)}/F_{(0)}=0} であるので、{\displaystyle M/F} はねじれ加群である。A が generic freeness によってネーター的であるとき、（M に依存した）ある元 f が存在し、{\displaystyle M[f^{-1}]} は自由 {\displaystyle A[f^{-1}]}-加群である。このときこの自由加群のランクは M の生成ランクである。
さて整域 A が体 k 上代数として有限個の次数 {\displaystyle d_{i}} の斉次元によって有限生成であるとしよう。M も次数付けられているとし、{\displaystyle P_{M}(t)=\sum \operatorname {dim} _{k}(M_{n})t^{n}} を M のポアンカレ級数とする。ヒルベルト-セールの定理によって、多項式 F が存在して、{\displaystyle P_{M}(t)=F(t)\prod (1-t^{d_{i}})^{-1}} である。このとき {\displaystyle F(1)} が M の生成ランクである。
単項イデアル整域 (PID) 上の有限生成加群が捩れなし (torsion-free) であることと自由であることは同値である。これはPID上の有限生成加群の構造定理の結果である。その基本的な形は、PID 上の有限生成加群はねじれ加群と自由加群の直和であるというものである。しかしそれは直接次のようにも示せる。M を PID A 上捩れなし有限生成加群とし、F を極大自由部分加群とする。f を A の元であって {\displaystyle fM\subset F} とする。このとき {\displaystyle fM} は自由加群の部分加群で A は PID なので自由である。しかし今 {\displaystyle f:M\to fM} は M が捩れなしだから同型である。
上記と同じ議論により、デデキント整域（あるいはより一般に半遺伝環）A 上の有限生成加群が捩れなしであること射影的であることは同値である。その結果、 A 上の有限生成加群はねじれ加群と射影加群の直和である。ネーター整域上の有限生成射影加群は一定のランクをもち、そのため A 上の有限生成加群の生成ランクはその射影部分のランクである。

## 同値な定義と有限余生成加群
以下の条件は M が有限生成 (f.g.) であることと同値である。
- M の部分加群の任意の族 {Ni | i ∈ I} に対して、{\displaystyle \sum _{i\in I}N_{i}=M\,} であれば、I のある有限部分集合 F に対して、{\displaystyle \sum _{i\in F}N_{i}=M\,} である。
- M の部分加群 {Ni | i ∈ I} の任意の鎖に対して、{\displaystyle \bigcup _{i\in I}N_{i}=M\,} であれば、ある I の元 i に対して Ni = M である。
- {\displaystyle \phi :\bigoplus _{i\in I}R\to M\,} が全射であれば、I のある有限部分集合 F に対して制限 {\displaystyle \phi :\bigoplus _{i\in F}R\to M\,} は全射である。

これらの条件から、有限生成であることが森田同値によって保たれる性質であることを見るのは易しい。また、これらの条件は双対概念である有限余生成加群 (finitely cogenerated module) M を定義するのにも便利である。以下の条件は加群が有限余生成 (f.cog.) であることと同値である。
- M の部分加群の任意の族 {Ni | i ∈ I} に対して、{\displaystyle \bigcap _{i\in I}N_{i}=\{0\}\,} であれば、I のある有限部分集合 F に対して {\displaystyle \bigcap _{i\in F}N_{i}=\{0\}\,} である。
- M の部分加群の任意の鎖 {Ni | i ∈ I} に対して、{\displaystyle \bigcap _{i\in I}N_{i}=\{0\}\,} であれば、ある i ∈ I に対して Ni = {0} である。
- {\displaystyle \phi :M\to \prod _{i\in I}R\,} が単射であれば、I のある有限部分集合 F に対して {\displaystyle \phi :M\to \prod _{i\in F}R\,} は単射である。

有限生成加群と有限余生成加群はともにネーター加群やアルティン加群、ジャコブソン根基 J(M)、加群のsocle soc(M) と面白い関係がある。以下の事実は2つの条件の間の双対性を描写している。加群 M に対して
- M がネーター的であることと M のすべての部分加群が有限生成であることは同値である。
- M がアルティン的であることとすべての商加群 M/N が有限余生成であることは同値である。
- M が有限生成であることと J(M) が M の余剰部分加群で M/J(M) が有限生成であることは同値である。
- M が有限余生成であることと soc(M) が M の本質部分加群で soc(M) が有限生成であることは同値である。
- M が半単純加群（例えば任意の加群 N に対して soc(N)）であれば、それが有限生成であることと有限余生成であることは同値である。
- M が有限生成で 0 でなければ、M は極大部分加群をもち任意の商加群 M/N は有限生成である。
- M が有限余生成で 0 でなければ、M は極小部分加群をもち M の任意の部分加群 N は有限余生成である。
- N と M/N が有限生成であれば M も有限生成である。「有限生成」を「有限余生成」にとりかえても同じことが成り立つ。

有限余生成加群は有限ユニフォーム次元をもたなければならない。このことは有限生成本質 socle を用いた特徴づけを応用することによって容易に確かめられる。非対称的なことに、有限生成加群はユニフォーム次元が有限である必要はない。例えば、0 でない環の無限個の直積はそれ自身の上の有限生成（巡回！）加群であるが、明らかに 0 でない部分加群の無限個の直和を含む。有限生成加群は余ユニフォーム次元が有限である必要もない。単位元をもつ任意の環 R であって R/J(R) が半単純環でないようなものが反例である。

## 有限表示、有限関係、連接加群
別の定式化はこうである。有限生成加群 M は全射
f : Rk → M.
が存在する加群である。加群 M と自由加群 F に対して全射
φ : F → M.
があると仮定する。
- φ の核が有限生成であれば、M は有限関係加群 (finitely related module) と呼ばれる。M は F/ker(φ) に同型なので、これは根本的には、M は自由加群をとり F（ker(φ) の生成元）内で有限個の関係式を導入することによって得られる、ということを表現している。
- φ の核が有限生成で F のランクが有限（すなわち F = Rk）であれば、M は有限表示加群 (finitely presented module) と呼ばれる。このとき M は有限個の生成元（F = Rk の k 生成元の像）と有限個の関係式（ker(φ) の生成元）を使って表すことができる。
- 連接加群 (coherent module) M は有限生成部分加群が有限表示であるような有限生成加群である。

任意の環 R 上で、連接加群は有限表示であり、有限表示加群は有限生成かつ有限関係である。ネーター環 R 上の加群において、有限生成、有限表示、連接は同値な条件である。
射影および平坦加群に対していくつかのクロスオーバーが起こる。有限生成射影加群は有限表示であり、有限関係平坦加群は射影的である。
環 R に対して次の条件が同値であるということもまた正しい。
- R は右連接環である。
- 加群 RR は連接加群である。
- すべての有限表示右 R 加群は連接である。

連接性は有限生成や有限表示よりも扱いにくそうに見えるが、それらよりも優れている。なぜならば、連接加群の圏はアーベル圏であるのに対し、有限生成加群や有限表示加群はどちらも一般にはアーベル圏をなさないからである。